# Piešťany
Piešťany (Hongaars: Pöstyén; Duits: Pistyan; Pools: Pieszczany) is een stad in Slowakije met ongeveer 29.000 inwoners. Het is het grootste en bekendste kuuroord van Slowakije.

## Partnersteden
| - Boedapest IX (Hongarije) - Eilat (Israël) - Hajdúnánás (Hongarije) - Heinola (Finland) - Luhačovice (Tsjechië) | - Montevago (Italië) - Poděbrady (Tsjechië) - Ustroń (Polen) - Varaždinske Toplice (Kroatië) |

## Geboren in Piešťany
- Dominika Cibulková (1989), tennisspeelster
- Martina Moravcová (1976), zwemster
- Ján Šlahor (1977), voetballer
- Magdaléna Rybáriková (1988), tennisspeelster

## Afbeeldingen

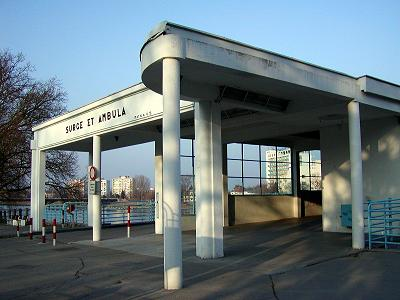
De Colonnadebrug
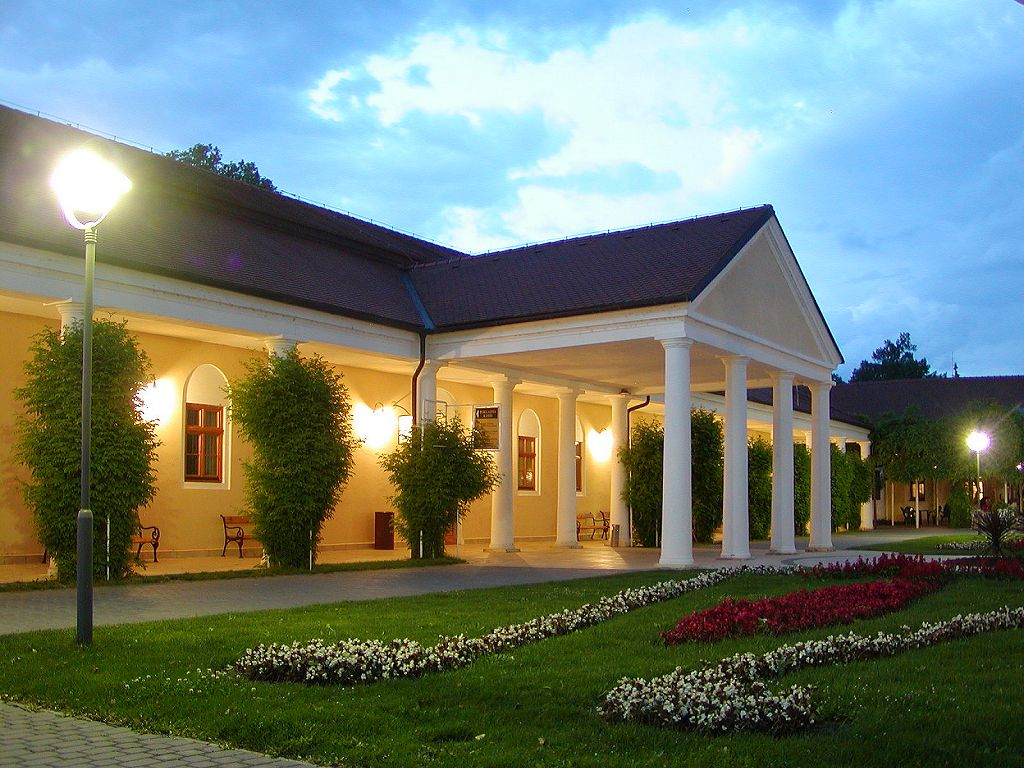
Het Napoleonbad
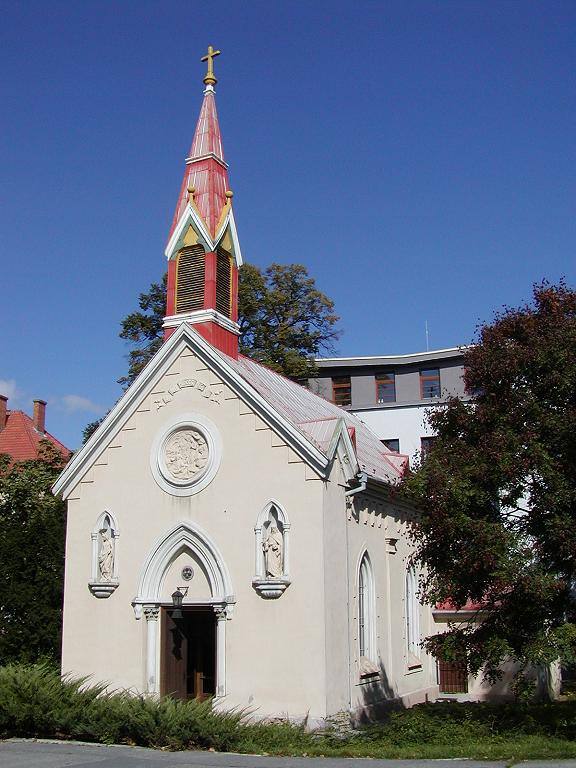